# Ivan Zajc
Ivan Zajc (en croate : Ivan pl Zajc, en italien : Giovanni di Zayitz), né le 3 août 1832 et mort le 16 décembre 1914, est un compositeur, chef d'orchestre, metteur en scène et enseignant qui a marqué pendant plus de 40 ans la culture musicale de la Croatie.  Il est parfois appelé le Verdi croate.

## Biographie

### Jeunesse
Ivan Dragutin Stjepan Zajc est né à Fiume, aujourd'hui Rijeka, en Croatie. Il montre très vite de bonnes dispositions musicales. Il commence à étudier le piano et le violon à l'âge de cinq ans, se produit en public à l'âge de six ans, et compose 
sa propre musique dès douze ans. Néanmoins, en dépit de son succès musical précoce, son père chef d'orchestre militaire s'oppose à l'idée d'une carrière dans la musique et veut lui faire étudier le droit à la fin de ses études secondaires. Finalement, les professeurs de Zajc ayant insisté, il entre au Conservatoire de Milan en 1850, avec le consentement de son père.

### Premiers succès à Milan et Vienne
Zajc étudie au Conservatoire de Milan de 1850 à 1855, avec Stefano Ronchetti-Monteviti (contrepoint et composition), Alberto Mazzucato (harmonie) et Lauro Rossi (musique dramatique). Pendant cette période, Zajc prend ses études très au sérieux et remporte régulièrement des prix. Il apparaît comme l'un des étudiants les plus talentueux du conservatoire. Il reçoit le premier prix à son examen de fin d'études pour l'opéra La Tirolese (1855), dont la création a lieu la même année. L'avenir de Zajc en tant que compositeur et chef d'orchestre à Milan est assuré mais la mort de ses parents dans le même temps l'oblige à retourner à Rijeka.
Il accepte le poste de chef d'orchestre et maître de concert de l'orchestre du théâtre de la ville. Il apprend les instruments à cordes à l'Institut philharmonique et, en même temps, écrit de nombreuses compositions. En 1860, son opéra Amelia ossia Il Bandito rencontre un grand succès. Deux ans plus tard, après une longue maladie, Zajc choisit de s'installer à Vienne où l'opéra et le théâtre sont florissants. Il y séjourne huit ans (1862-1870). Cette période est marquée par de nouveaux succès, mais il compose surtout des opérettes plutôt que des opéras. Sa première œuvre viennoise, Mannschaft an Bord (1863), est extrêmement bien reçue et ses opérettes concourent à renforcer sa réputation grandissante. À Vienne, Zajc fréquente la société académique croate Velebit et rencontre fréquemment de jeunes étudiants croates. Il est influencé par des personnalités culturelles croates comme l'évêque Josip Juraj Strossmayer et les poètes Petar Preradovic, Ivan Trnski, August Senoa, et Matija Divkovic. Il choisit, par patriotisme, de retourner en Croatie.

### Retour en Croatie

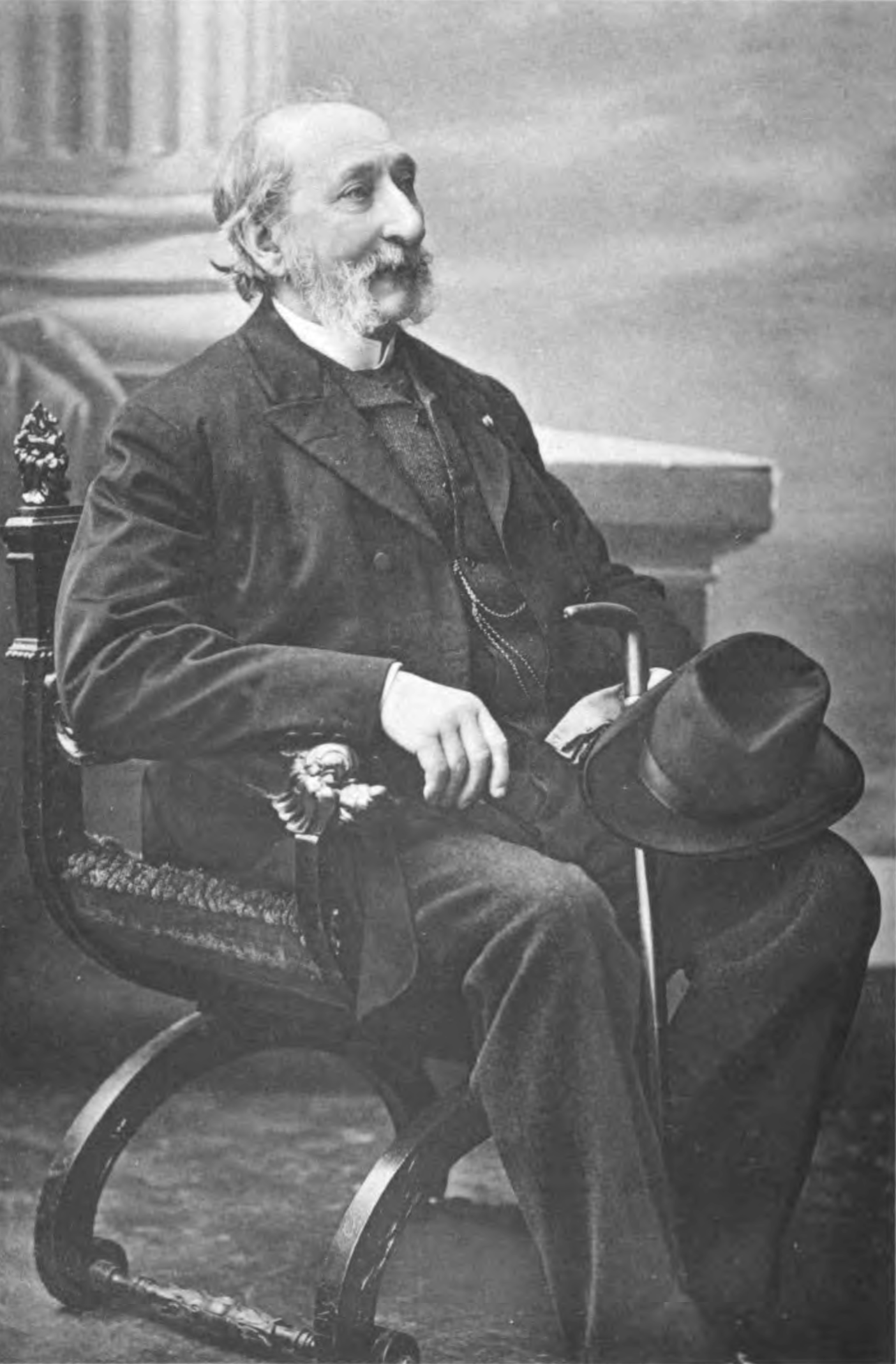
Ivan Zajc vers 1907

Dès son arrivée à Zagreb, en 1870, Zajc occupe plusieurs postes : directeur et chef d'orchestre de l'Opéra croate, metteur en scène et professeur à l'Institut croate de la musique. C'est durant cette période que Zajc contribue grandement à la culture musicale croate, non seulement à travers ses compositions, mais aussi grâce à son leadership dans la réorganisation des institutions musicales de Zagreb. Il est aussi un excellent professeur de chant et réussit à former plusieurs chanteurs de premier plan. Zajc est un compositeur prolifique comme en témoignent ses quelque 1 000 opus. On peut citer, entre autres, Mislav (1870), Ban Leget (1872), son chef-d'œuvre Nikola Šubić Zrinjski (1876), et Lizinka (1878), sans compter les opérettes, les comédies musicales, des cantates, des chansons, des compositions chorales, des concertos, de la musique de chambre et de nombreux autres ouvrages.
La nomination de Zajc à l'opéra se termine en 1889, en raison de difficultés financières. Mais Zajc conserve son poste à l'école jusqu'en 1908, quand il prend finalement sa retraite. On lui doit de faire revivre la musique croate après une période de stagnation musicale due à l'effondrement du Mouvement illyrien. Il l’élève au niveau artistique où elle se trouve aujourd'hui. Ses efforts ont ouvert la voie à de nouvelles et importantes réalisations musicales croates dans le début du XXe siècle.

## Œuvres principales
- La tirolese, Milan 1855
- Amelia ossia Il bandito, Rijeka, 24 avril 1860
- Mannschaft an Bord, Vienne, 1863
- Fitzliputzli, Vienne, 1864
- Die lazzaroni vom Stanzel, Vienne, 1865
- Die Hexe von Boissy, Vienna, 1866
- Nachtschwärmer, Vienne, 1866
- Das Rendezvous in der Schweiz, Vienne, 1867
- Das Gaugericht, Vienne, 1867
- Nach Mekka, Vienne, 1868
- Somnambula, Vienne, 1868
- Schützen von einst und jetzt, Vienne, 1868
- Meister Puff, Vienne, 1869
- Mislav, Zagreb, 1870
- Ban Leget, Zagreb, 1872
- Der gefangene Amor, Vienne, 1874
- Nikola Šubić Zrinski, Zagreb, 1876
- Lizinka, Zagreb, 1878
- Der Wildling, Zagreb, 1905
- Prvi grijeh, Zagreb, 1907
- Oče naš, Zagreb, 1911